# Jürgen Theobaldy
Jürgen Theobaldy  (7 de marzo de 1944, Estraburgo, Francia)  es un poeta alemán. Además de la poesía, también ha publicado varios volúmenes de prosa.

## Vida y obra
Theobaldy venía de una familia de clase trabajadora. Se crio en la ciudad industrial de Mannheim (Alemana). Después de trabajar como aprendiz en una empresa comercial, estudió en un colegio de la formación del profesorado en Friburgo y en Heidelberg, con el fin de convertirse en maestro de escuela primaria. Después, estudió literatura en las universidades de Heidelberg, Colonia, y Berlín. Desde 1984 se está viviendo en Suiza.
En su fase inicial como escritor pertenecía al movimiento estudiantil des los años 60. Se reunió  con otros escritores jóvenes como Nicolas Born (nacido en 1937), Friedrich Christian Delius (nacido en 1943), Hans Christoph Buch (nacido en 1944), Rolf Eckart John (nacido en 1944), Andreas Weiland (nacido en 1944), Hugo Dittberner (nacido en 1944) y otros. 
Comenzó una revista de poesía llamada Benzin (Gasolina) en 1971 y tradujo una gran cantidad de poesía británica. Jürgen Theobaldy es miembro de la Asociación “Los autores de Suiza”. En 1992 fue galardonado con el Premio del Libro del “Gran Premio de Literatura” de la ciudad de Berna. En 2006 recibió el “Premio de Literatura”  de la ciudad de Berna.
En 1992, el profesor Michael Kämper-van den Boogaart publicó un libro La Estética del fracaso (Ästhetik des Scheiterns) sobre obras de Botho Strauss, Jürgen Theobaldy, Uwe Timm y otros. Su poesía se discute también en el libro A History of German Literature: From the Beginnings to the Present Day. En 1994 se publicó una colección de interpretaciones de sus poemas. Y en 2007, Andreas Weiland publicó una reseña de Claveles silvestres (Wilde Nelken) de Theobaldy en la revista Weimarer Beiträge.
Los poemas de Theobaldy fueron traducidos al francés, al inglés, y al húngaro. Y su novela  Sonntags Kino fue traducido al francés.

## Libros de poesía
– Sperrsitz. Gedichte (poemas). Con dibujos por Berndt Höppner.  Colonia : Palmenpresse 1973
– Zweiter Klasse. Gedichte (poemas). Berlín : Rotbuch Verlag 1976 
– Drinks: Gedichte aus Rom (poemas), Heidelberg :  Wunderhorn 1979
– Blaue Flecken : Gedichte (poemas). Con dibujos por Berndt Höppner. Reinbek bei Hamburg  : Rowohlt 1976, 1980 
– Schwere Erde, Rauch. Gedichte (poemas). Reinbek bei Hamburg  : Rowohlt 1980
– Die Sommertour, Reinbek bei Hamburg : Rowohlt 1983
– Midlands: Gedichte (poemas),  con 9 dibujos por Joachim Palm. Heidelberg : Wunderhorn 1984
– In den Aufwind. Gedichte (poemas), Berlín : Friedenauer Presse 1990
– Der Nachtbildsammler. Gedichte (poemas). Köln : Palmempresse 1992
– Mehrstimmiges Grün : Gedichte und Prosa (poemas y prosa) / Jürgen Theobaldy. Fotos:  Renate von Mangoldt. Editado por Literarisches Colloquium Berlín ; Berliner Künstlerprogramm des DAAD]  1994,  ISBN 978-3-933156-54-9
– Immer wieder alles. Gedichte (poemas). Lüneburg : zu Klampen 2000,  y 2.ª edición 2001
– Wilde Nelken. Gedichte (poemas). Springe : zu Klampen 2005,  ISBN 978-3-933156-84-6
– 24 Stunden offen. Gedichte (poemas). Ostheim/Rhön : Engstler 2006, ISBN 3-929375-75-3
– Suchen ist schwer. Gedichte (poemas). Ostheim/Rhön : Engstler 2012

## Novelas, cuentos, ensayos
– Veränderungen der Lyrik: über westdeutsche Gedichte seit 1965 (ensayos). Junto con Gustav Zürcher. München: Edition Text + Kritik 1976.
– Sonntags Kino. (novela) Berlín : Rotbuch Verlag 1978.
– Spanische Wände : Roman (novela). Reinbek : Rowohlt 1984
– Spanische Wände : Roman ; neue Fassung (novela; nueva edición) Jürgen  (Vom Autor bearbeitete neue Fassung).  Reinbek : Rowohlt 1984
– Das Festival im Hof : 6 Erzählungen (cuentos). Berlín : Rotbuch Verlag 1985
– Sonntags Kino. (novela) Berlín 1978. Nueva edición: Köln . Palmenpresse 1992. 
– Dschamp, Teil 14. (Gráficos por Thomas Weber). Berlín : Galerie auf Zeit 1996.
– In der Ferne zittern Häuser. Heidelberg : Wunderhorn 2000 
– Trilogie der nächsten Ziele. Roman. Springe : zu Klampen 2003 ISBN 978-3-933156-77-8.
– Aus nächster Nähe (novela). Heidelberg : Wunderhorn 2013
– Rückvergütung (novela). Heidelberg : Wunderhorn 2015

## Traducciones
– Jim Burns, Leben in Preston : Gedichte. Dibujos Berndt Höppner. Aus d. Engl. übers. von Jürgen Theobaldy u. Rolf Eckart John. Colonia : Palmenpresse 1973
– Aras Ören, Der kurze Traum aus Kagithane : ein Poem. Aus d. Türk. von H. Achmed Schmiede. Bearb. von Jürgen Theobaldy. Berlín : Rotbuch Verlag 1974. 
– Lu Xun. Kein Ort zum Schreiben : gesamnelte Gedichte.  Aus d. Chines. von Egbert Baqué u. Jürgen Theobaldy. Reinbek : Rowohlt 1983
– Jim Burns, Fred Engels bei Woolworth : Gedichte (poemas). Aus dem Engl. von Rolf Eckart John und Jürgen Theobaldy. Berlín : Rotbuch Verlag 1977,  1990 
– Liu Zongyuan. Am törichten Bach : Prosa und Gedichte. Aus dem Chines. von Raffael Keller. Die Gedichte übertrugen Jürgen Theobaldy und Raffael Keller.  Berlín : Friedenauer Presse 2005